# هیلو اینفینیت
هیلو اینفینیت (به انگلیسی: Halo Infinite) یک بازی ویدئویی در ژانر تیراندازی اول شخص است که توسط ۳۴۳ اینداستریز توسعه یافته و به‌وسیلهٔ ایکس‌باکس گیم استودیوز برای مایکروسافت ویندوز، ایکس‌باکس وان و ایکس‌باکس سری ایکس/اس منتشر شد. هیلو اینفینیت ششمین قسمت اصلی از مجموعه بازی‌های هیلو به‌شمار می‌رود و همچنان داستان مستر چیف را دنبال می‌کند و سومین قسمت Reclaimer saga و دنبالهٔ هیلو ۵: نگهبانان است. هیلو اینفینیت قرار بود در ۱۰ نوامبر ۲۰۲۰ منتشر شود، اما زمان انتشار بازی به تعویق افتاد و در ۸ دسامبر ۲۰۲۱ منتشر شد. این بازی به‌طور کلی نقدهای مثبتی از منتقدان دریافت کرده است.

## داستان
داستان هیلو اینفینیت حول محور مستر چیف خواهد بود. این داستان دارای حس انسانی بیشتری نسبت به نسخهٔ قبلی خواهد بود. و در نمایشگاه رسانه و تجارت ای۳ ۲۰۱۸ اعلام شد که داستان در منظومهٔ هیلو جریان خواهد داشت.

## توسعه
شروع نگارش داستان در سال ۲۰۱۵ کلید خورد و اولین تریلر در ۱۰ ژوئن ۲۰۱۸ منتشر شد، و دومین تریلر نیز در ۹ ژوئن ۲۰۱۹ در ای۳ ۲۰۱۹ منتشر شد. هیلو اینفینیت دوباره در صفحه نمایش انعکاسی نمایش داده می‌شود، در پاسخ به واکنش حذف آن در بازی قبلی و بتای آن قبل از انتشار رسمی بازی منتشر خواهد شد.